# پیتر جکسون (مورخ)
پیتر جکسون (به انگلیسی: Peter Jackson) استاد بازنشستهٔ تاریخ در دانشگاه کیل (Keele University) در بریتانیا است. زمینهٔ کاری او، جنگ‌های صلیبی و ارتباط مابین اروپایی‌ها و مغول‌ها به‌علاوهٔ هندِ اسلامیِ دوران قرون وسطی (medieval Muslim India) است. او یکی از ویراستاران جلد پنجم تاریخ ایران کمبریج (دورهٔ تیموریه و صفویه) بوده‌است.

## آثار
تألیف:
- The Delhi Sultanate: A Political and Military History. Cambridge University Press. 1999. ISBN 9780521543293.
- The Mongols and the West, 1221-1410. Longman. 2005. ISBN 0582368960.
- The Seventh Crusade, 1244-54: Sources and Documents. Ashgate (Crusade Texts in Translation). 2007. ISBN 9780754657224.
- Studies on the Mongol Empire and Early Muslim India. Ashgate (Variorum Collected Studies Series). 2009. ISBN 9780754659884.

ترجمه:
- The Mission of Friar William of Rubruck: His Journey to the Court of the Great Khan Mongke, 1253-1255. (edited with David Morgan) Works Issued by the Hakluyt Society. 1990. ISBN 0-904180-29-8.

مقالات در دانشنامهٔ ایرانیکا:
- DĀNEŠMAND-E ḤĀJEB
- DĀNEŠMAND BAHĀDOR
- DAVID OF ASHBY
- GÜYÜK KHAN
- BEGLERBEGĪ
- WILLIAM OF RUBRUCK
- ḠĀYER KHAN